# 白老郵便局
白老郵便局（しらおいゆうびんきょく）は北海道白老郡白老町にある郵便局。民営化前の分類では集配普通郵便局であった。

## 概要
住所：〒059-0999 北海道白老郡白老町大町3丁目4-20
民営化直前の集配業務再編において、多くの集配普通郵便局は統括センターとなったが、当局は配達センターとされたため、民営化後も郵便事業株式会社の支店は併設されず、集配センターが併設された。

## 沿革
- 1872年11月1日（明治5年10月1日） - 白老16番地[1]に白老郵便取扱所として開設[2]。
- 1875年（明治8年）1月1日 - 白老郵便局となる。
- 1896年（明治29年）7月1日 - 為替・貯金取扱を開始。
- 1900年（明治33年）12月1日 - 小包郵便取扱開始[3]。
- 1918年（大正7年）7月25日 - 白老117番地に移転[3]。
- 1924年（大正13年）
  - 3月26日 - 電信・電話事務取扱開始[3]。
  - 7月13日 - 電信・電話開通式挙行[3]。
- 1929年（昭和4年）5月6日 - 電話交換業務開始。当時、電話加入者は23名だった[3]。
- 1959年（昭和34年）3月31日 - 萩野郵便局および社台郵便局から電話交換事務の取扱を移管[4]。
- 1964年（昭和39年）10月21日 - 簡易な電話の加入および料金に関する事務を除く電話交換事務を、苫小牧電報電話局に移管。
- 1967年（昭和42年）12月18日 - 白老142番地に移転[3]。
- 1969年（昭和44年）8月16日 - 社台郵便局から和文電報配達業務の一部[5]を移管。
- 1985年（昭和60年）
  - 10月7日 - 大町3丁目4番20号（現在地）に新築移転[3]。
  - 10月28日 - 特定郵便局から普通郵便局に局種別改定するとともに、萩野郵便局および社台郵便局から集配業務を移管。
- 2000年（平成12年）8月14日 - 外国通貨の両替および旅行小切手の売買に関する業務取扱を開始。
- 2007年（平成19年）10月1日 - 民営化に伴い、併設された郵便事業苫小牧支店白老集配センターに一部業務を移管。
- 2012年（平成24年）10月1日 - 日本郵便株式会社の発足に伴い、郵便事業苫小牧支店白老集配センターを白老郵便局に統合。

## 取扱内容
- 郵便、印紙、ゆうパック、内容証明
- 貯金、為替、振替、振込、国際送金、外貨両替・トラベラーズチェック、国債、投資信託
- 生命保険、バイク自賠責保険、自動車保険、がん保険、引受条件緩和型医療保険
- 地方公共団体事務（白老町戸籍の謄抄本、白老町住民票の写し、白老町印鑑登録証明書の交付）
- 宝くじの販売
- ゆうちょ銀行ATM
- 白老郡白老町内の一部地域の集配業務（虎杖浜地区など059-06xxエリアの集配は「虎杖浜郵便局」の担当）

## 周辺
- 大町中央公園
- 白老町役場
- 白老町立白老中学校
- 国道36号

## アクセス
- JR室蘭本線白老駅から、徒歩約350m・徒歩約5分。
- 白老町内循環福祉バス（元気号）で、
  - 白老郵便局停留所から、徒歩約100m・約2分。
  - 白老駅前停留所から、徒歩約350m・約5分。
- 白老町役場から、車で約850m・約2分、徒歩で約740m・約10分。
- 道央自動車道白老ICから、車で約4.7km・約8分。
- 駐車場あり：11台